# Stegocephalus similis
Stegocephalus similis är en kräftdjursart som först beskrevs av Georg Ossian Sars 1891.  Stegocephalus similis ingår i släktet Stegocephalus och familjen Stegocephalidae. Arten är reproducerande i Sverige. Inga underarter finns listade i Catalogue of Life.